# Sauli Niinistö
Sauli Väinämö Niinistö (Salo, 1948. augusztus 24. –) finn konzervatív politikus, Finnország 12. elnöke 2012 és 2024 között. Megválasztása előtt volt a finn országgyűlés elnöke, pénzügyminiszter, miniszterelnök-helyettes és igazságügyi miniszter. A Finn labdarúgó-szövetség elnöki tisztségét is betöltötte 2009-2012 között.

## Életrajza
Salóban született, a Turkui Egyetemen végzett, és kezdetben ügyvédként dolgozott. Szociáldemokrata vezetésű koalíciós kormányban volt igazságügyi (1995-1996), majd pénzügyminiszter (1996-2003).  Ő vezette a pénzügyi tárcát, amikor Finnország csatlakozott az eurózónához.
A 2004-es indiai-óceáni cunami túlélője, életét annak köszönheti, hogy felmászott egy villanypóznára. 2009. november 8. óta betölti a Finn labdarúgó-szövetség elnöki tisztét.
2012-ben Finnország 12. elnökének választották meg. A választáson a szavazatok 62,6 százalékát szerezte meg. Juho Kusti Paasikivi hivatali idejének lejárta, 1956. március 1. óta nem töltötte be ezt a tisztet Nemzeti Koalícióhoz tartozó konzervatív politikus.
2018. január 28-án újabb hat évre elnökké választották a szavazatok 62,7%-ával. A finn választási rendszer 1994-es reformja óta ez alkalommal fordult elő első ízben, hogy a köztársasági elnököt már az első fordulóban megválasztották.